# Lôi Công

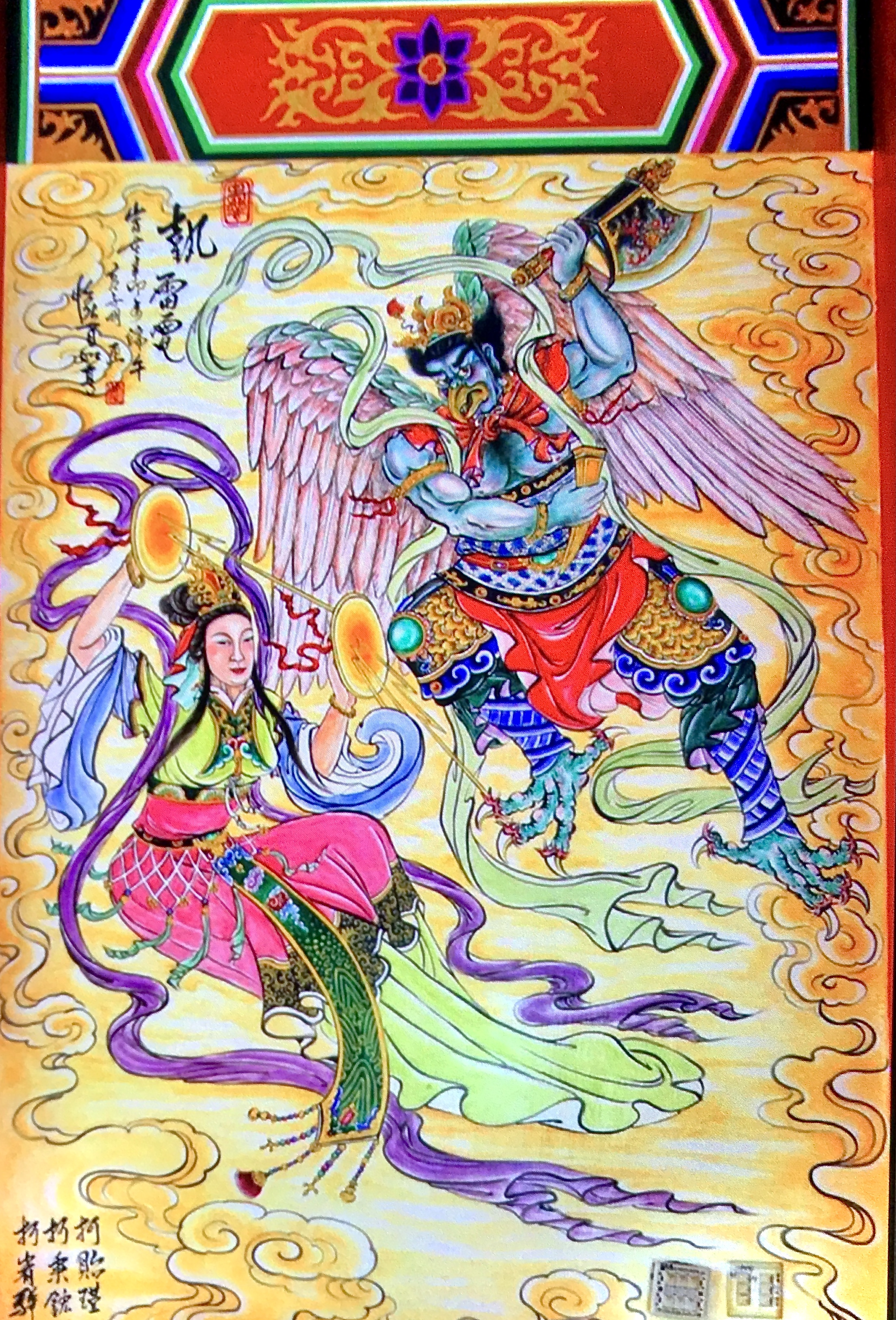
Lôi Công và Lôi Mẫu

Lôi Công (giản thể: 雷公; phồn thể: 雷公) là một nhân vật trong thần thoại Trung Quốc với vai trò Thần Sét. Lôi Công còn xuất hiện trong Tây du ký, Phong thần diễn nghĩa với cái tên Lôi Chấn Tử.

## Gia đình
Lôi Công (cha sấm) là chồng của Điện Mẫu (mẹ điện), hai người thường cùng nhau tạo ra sét và chớp trong những trận mưa. Cùng với hai người cai quản khí tượng còn có Vân Đồng điều mây, Vũ Sư khiển mưa, Phong Bá (hoặc Phong Bà Bà) gọi gió.

## Binh khí
Lôi Công sử dụng gậy phong lôi. Mỗi khi Lôi Công đập cây gậy xuống đất thì có tia sét giáng xuống 1 cái cây.

## Trong Phong thần diễn nghĩa
Lôi Công xuất hiện trong Phong thần diễn nghĩa với cái tên Lôi Chấn Tử. Lôi Chấn Tử từ trên trời rơi xuống, được Tây Bá Cơ Xương nhận là con nuôi. Lôi Chấn Tử được đi học phép thuật. Khi đã thành tài thì Lôi Chấn Tử quay về Tây Kỳ cùng Khương Tử Nha phò trợ Chu Vũ Vương đánh bại Triều Ca. Lôi Chấn Tử có vai trò khá quan trọng trong việc đánh bại Trụ Vương. Cuối cùng, Tây Kỳ đã giành chiến thắng, Lôi Chấn Tử được cho vào Bảng phong thần và được phong là Lôi Công.